# Karol Broniewski (wojskowy)
Karol Broniewski s. Aleksandra (ur. 28 września 1916 we Lwowie, ur. 21 października 1977) – podpułkownik ludowego Wojska Polskiego, uczestnik walk w II wojnie światowej.

## Życiorys
Absolwent Centralnej Szkoły Oficerów Polityczno-Wychowawczych w Łodzi z 1945.
W latach 1932–1934 pracował w firmie „Elektrobłysk” we Lwowie, a następnie do 18 kwietnia 1936 w fabryce żarówek „Polluść”. Podczas pracy był dwukrotnie aresztowany.
W okresie drugiej okupacji radzieckiej polskiego Lwowa powrócił do fabryki, gdzie pracował do chwili powołania do wojska.
Służbę wojskową rozpoczął 23 czerwca 1941 jako szeregowy w batalionie medycznym 8. kompanii zmechanizowanej Armii Czerwonej i pełnił ją do 29 lipca 1941.
Od 22 czerwca 1941 do 3 lipca 1941 brał udział w walkach w rejonie Przemyśla, podczas których został ranny w głowę.
28 listopada 1950 został wyznaczony na komendanta Rejonowej Komendy Uzupełnień w Gdyni.
Awansowany do stopnia podpułkownika rozkazem personalnym nr 922 z 7 grudnia 1950.
Po przemianowaniu na Wojskową Komendę Rejonową pełnił obowiązki komendanta do 28 października 1953.
W latach 1955–1957 pełnił obowiązki komendanta Wojskowej Komendy Wojewódzkiej w Koszalinie, a następnie 1957–1966 był komendantem Wojskowej Komendy Uzupełnień w Szczecinie.
Przeniesiony do rezerwy na podstawie Rozkazu personalnego nr 0813 z dnia 22 czerwca 1966.

## Awanse
- podporucznik - 1 lutego 1942
- porucznik - 10 listopada 1944
- kapitan - 26 marca 1945
- major - 20 grudnia 1948
- podpułkownik - 7 grudnia 1950

## Wykształcenie
- 30 grudnia 1944 - 26 marca 1945 - Centralna Szkoła Oficerów Polityczno-Wychowawczych w Łodzi

## Stanowiska
- 23 czerwca 1941 - 29 lipca 1941 - żołnierz - 8. kompania zmechanizowana - batalion medyczny
- 30 lipca 1941 - 29 grudnia 1944 - dowódca drużyny - pluton saperów - 8. kompania zmechanizowana - 401. batalion budowlany - 5. Gwardyjska Armia Pancerna
- 27 marca 1945 - 21 kwietnia 1945 - zastępca przewodniczącego komisji poborowej - Rejonowa Komenda Uzupełnień w Krakowie
- 22 kwietnia 1945 - 10 września 1945 - zastępca przewodniczącego komisji poborowej - Rejonowa Komenda Uzupełnień w Radomiu
- 11 września 1945 - 25 lutego 1946 - zastępca komendanta ds. polityczno-wychowawczych - Rejonowa Komenda Uzupełnień w Nysie
- 26 lutego 1946 - 1 października 1946 - komendant - Rejonowa Komenda Uzupełnień w Nysie
- 2 października 1946 - 14 grudnia 1948 - kierownik referatu mobilizacji i poboru - Rejonowa Komenda Uzupełnień w Starogardzie Gdańskim
- 15 grudnia 1948 - 27 listopada 1950 - komendant - Rejonowa Komenda Uzupełnień w Toruniu
- 28 listopada 1950 - 1 kwietnia 1953 - komendant - Rejonowa Komenda Uzupełnień w Gdyni
- 2 kwietnia 1953 - 28 października 1955 - komendant - Wojskowa Komenda Rejonowa w Gdyni
- 29 października 1955 - 3 maja 1957 - komendant - Wojskowa Komenda Wojewódzka w Koszalinie
- 20 października 1957 - 22 czerwca 1966 - komendant - Wojskowa Komenda Rejonowa w Szczecinie

## Odznaczenia i ordery
- Brązowy Krzyż Zasługi - nadany w 1944
- Srebrny Krzyż Zasługi - nadany w 1945
- Brązowy Medal Siły Zbrojne w Służbie Ojczyzny - nadany w 1951
- Srebrny Medal Siły Zbrojne w Służbie Ojczyzny - nadany w 1955
- Medal 10-lecia Polski Ludowej - nadany w 1955
- Krzyż Kawalerski Orderu Odrodzenia Polski - nadany w 1957
- Odznaka Grunwaldzka